# 4079 Britten
4079 Britten (1983 CS) là một tiểu hành tinh vành đai chính được Edward L. G. Bowell phát hiện vào ngày 15 tháng 2 năm 1983 tại Flagstaff. Nó được đặt theo tên của nhà soạn nhạc Benjamin Britten người Anh.